# Sören Meißner
Sören Meißner (12 febbraio 1990) è un nuotatore tedesco, specializzato nel nuoto di fondo.

## Carriera
In carriera è stato vincitore della medaglia d'oro a Gwangju 2019 e di quella d'argento a squadre a Glasgow 2018.

## Palmarès
- Mondiali

Gwangju 2019: oro nei 5 km a squadre.
- Europei

Glasgow 2018: argento nei 5 km a squadre.
- Giochi mondiali sulla spiaggia

Doha 2019: bronzo nei 5 km.
- Vincitore della Coppa LEN nel 2019.